# Schreihornvogel
Der Schreihornvogel (Bycanistes fistulator, Syn.: Ceratogymna fistulator) ist eine Vogelart aus der Familie der Nashornvögel. Sein Verbreitungsgebiet liegt in Subsahara-Afrika. In dem großen Verbreitungsgebiet werden drei Unterarten unterschieden.
Wie alle Nashornvögel ist auch der Schreihornvogel ein Höhlenbrüter. Das Weibchen mauert die Bruthöhle bis auf einen schmalen Spalt zu. Das Männchen versorgt in dieser Zeit zunächst sie und später auch die Jungvögel mit Nahrung.
Die Bestandssituation des Schreihornvogels wird von der IUCN mit nicht gefährdet (least concern) angegeben.

## Merkmale
Der Schreihornvogel erreicht eine Körperlänge von 45 Zentimeter und ist der kleinste unter den Afrikanischen Kehlsack-Hornvögeln. Auf die Schwanzfedern entfallen beim Männchen durchschnittlich 20 Zentimeter, bei den Weibchen 18,4 Zentimeter. Der Schnabel hat bei den Männchen eine Länge zwischen 10 und 12,2 Zentimeter. Der Schnabel der Weibchen bleibt etwas kleiner und hat eine Länge von 8,2 bis 8,7 Zentimeter. Der Geschlechtsdimorphismus ist nur gering ausgeprägt.

### Erscheinungsbild der Männchen
Beim Männchen sind Kopf, Hals, Vorderbrust und Rücken glänzend schwarz. Die Oberschwanz- und Unterschwanzdecken sind weiß, der Schwanz ist schwarz. Die einzelnen Steuerfedern haben bis auf das mittlere Steuerfederpaar weiße Spitzen. Die Körperunterseite ist weiß. Die Schwingen sind schwarz mit weißen Spitzen bei den mittleren Armschwingen. Der Schnabel ist graubraun mit einer cremefarbenen Schnabelbasis und einer cremefarbenen Schnabelspitze. Der Schnabelaufsatz ist ein kleiner First an der Schnabelbasis. Die unbefiederte Haut rund um das Auge ist dunkelblau. Die Augen sind rotbraun, die Beine und Füße sind schwarzbraun.

### Erscheinungsbild der Weibchen und Jungvögel
Die Weibchen gleichen den Männchen im Gefieder, sie bleiben aber kleiner. Der Schnabel ist etwas heller. Der kleine Schnabelfirst ist unauffälliger als beim Männchen. Die unbefiederte Haut um die Augen ist grünlich blau, die Augen sind braun.
Jungvögel haben ein Gefieder, das dem der adulten Vögel gleicht. Der Schnabel ist kleiner als bei den adulten Vögeln und dunkler. Bei ihnen ist der Schnabelfirst noch nicht entwickelt. An der Schnabelbasis weisen Federn noch braune Säume auf. Die unbefiederte Haut um die Augen ist blass grünlich, die Augen sind grau.

### Erscheinungsbild der Unterarten
Von der oben beschriebenen Nominatform unterscheiden sich die beiden Unterarten durch folgende Merkmale:
- Bycanistes fistulator sharpii (Elliot, 1873) sind die inneren Handschwingen und die mittleren Armschwingen fast weiß. Der Schnabelfirst ist etwas höher als bei der Nominatform und endet beim Männchen erst an der Spitze. Die unbefiederte Haut rund um die Augen ist schwarz.
- Bycanistes fistulator duboise (Sclater, 1884) hat ebenfalls innere Handschwingen und mittlere Armschwingen, die fast weiß sind. Zusätzlich haben die äußeren Handschwingen jedoch breite weiße Spitzen. Der hohe Schnabelfirst endet beim Männchen erst auf der Schnabelspitze. Schnabel- und Schnabelfirst sind cremefarben mit einem braunen Fleck in der Mitte. Die unbefiederte Haut rund um die Augen ist beim Männchen schwarz und beim Weibchen graugrün.[4]

## Verbreitungsgebiet und Lebensraum

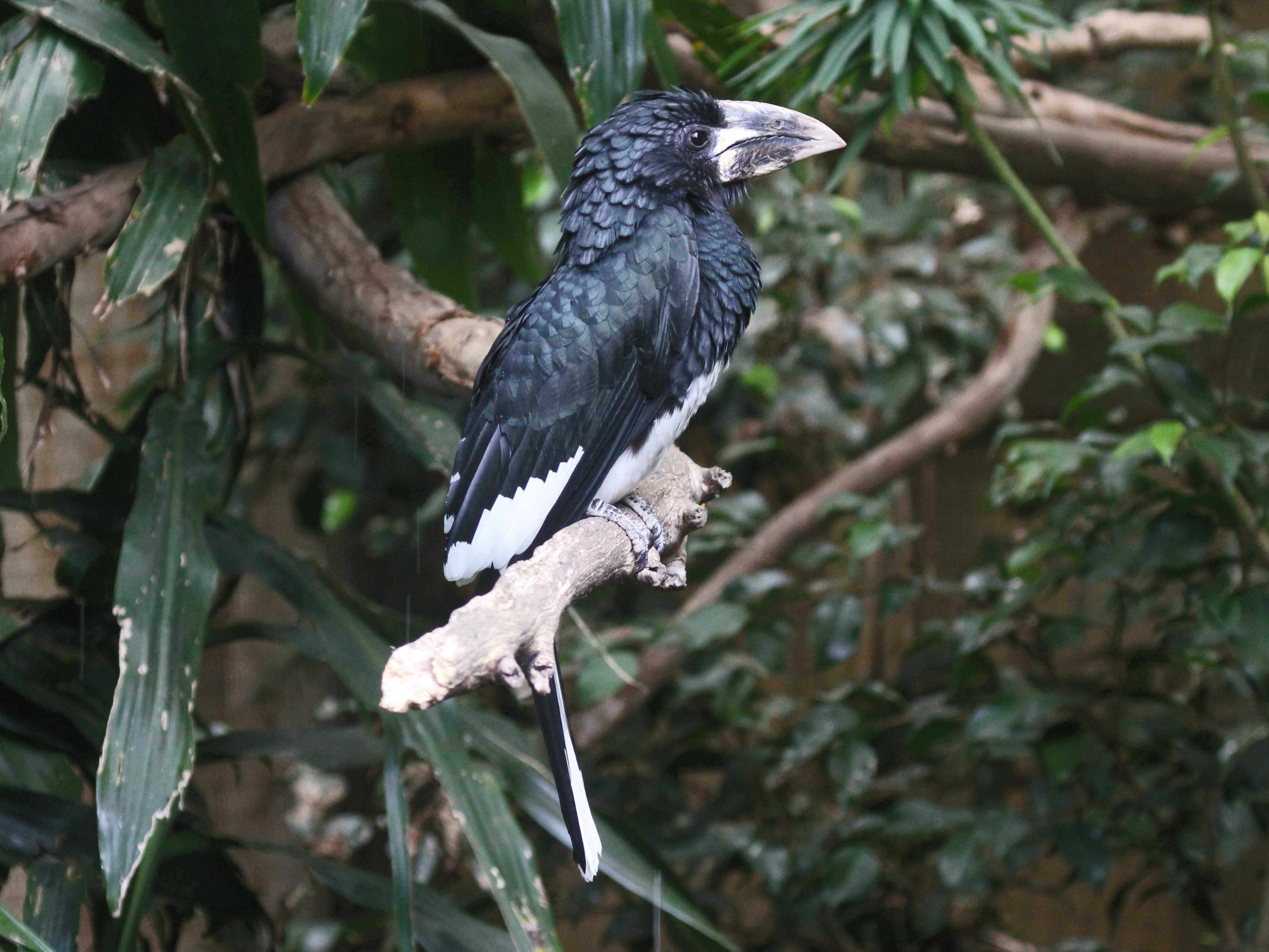
Schreihornvogel

Der Schreihornvogel kommt im nordwestlichen Subsahara-Afrika vor.
- Die Nominatform B. f. fistulator kommt im Senegal, in Gambia, Guinea-Bissau, im Norden und Süden von Guinea, Sierra Leone, Liberia, der Elfenbeinküste und Ghana vor.
- die Unterart B. f. sharpii kommt in Nigeria, Kamerun, dem Tschad, Gabun, Kongo, dem Westen von Zaire und Angola vor.
- die Unterart B. f. duboisi kommt in Teilen von Zaire, der Zentralafrikanischen Republik, im Süden des Sudan und im Westen von Uganda vor.

Der Lebensraum des Schreihornvogels sind Regenwälder des Tieflands. Er kommt in Sekundärwald, auf Ölpalmplantagen, kleinen Waldgebieten in Savannengebieten und Mangrovensümpfen vor. Wenn bestimmte Baumarten reichhaltig Früchte tragen, ist er auch tief im Inneren dichter Primärwälder anzutreffen.

## Lebensweise
Der Schreihornvogel hält sich bevorzugt im Kronenbereich der Wälder auf und bevorzugt hier solche Bäume, die durch ihr hohes Wachstum andere Bäume überragen. Auf ihrer Nahrungssuche landen sie in den Kronen dieser Bäume und machen durch ihre Rufe andere Artgenossen auf gefundene fruchttragende Bäume aufmerksam. Gewöhnlich lebt der Schreihornvogel paarweise oder in kleinen Familiengruppen. Gelegentlich versammeln sich aber auch Trupps, die 12 bis 20 Individuen umfassen. Sehr selten kommt es während der Regenzeit auch zu Truppbildungen, die 40 oder 50 Schreihornvögel umfassen. Paare oder Familiengruppen bleiben grundsätzlich auch in diesen Trupps zusammen und wechseln im Verlauf eines Tages gelegentlich auch den Trupp, mit dem sie ein Gebiet durchstreifen. Während der nächtlichen Ruhe sind sie regelmäßig in größerer Anzahl versammelt. Auch hier bevorzugen sie sehr hohe Bäume.

## Nahrung und Nahrungssuche
Fruchttragende Bäume werden mehrere Tage hintereinander aufgesucht. Meist bleiben sie nur etwa 30 Minuten in einem Baum und nehmen dann pro Minute etwa zwei bis drei Früchte auf. Der Schreihornvogel ist wie die meisten Nashornvögel omnivor, er deckt seinen Nahrungsbedarf jedoch zum größten Teil durch Früchte ab. Wie bei vielen Nashornvögeln scheinen Feigen eine besonders große Rolle in seiner Ernährung zu spielen. Es wurden die Früchte und Samen von 30 verschiedenen Pflanzengattungen in seiner Ernährung nachgewiesen, darunter unter anderem die von Drachenbäumen, Cissus, Misteln und Kassien. Daneben frisst er Mais, die Früchte der Ölpalme, Blüten, Schösslinge und junge Blätter. Er frisst außerdem Insekten wie Käfer, Gottesanbeterinnen und Wespen.

## Fortpflanzung
Der Schreihornvogel gehört zu den Nashornvogelarten, deren Fortpflanzungsbiologie noch nicht abschließend untersucht ist. In Gabun brütet er in der kurzen Trockenzeit von September bis Dezember. In Zaire hat man brütende Vögel im Zeitraum Januar bis Februar sowie im Juli beobachtet. Das Gelege besteht aus einem bis drei Eiern. Paare werden gewöhnlich jedoch nur in Begleitung eines Jungvogels beobachtet.
Schreihornvögel sind Höhlenbrüter. Sie nutzen natürliche Baumhöhlen für ihr Brutgeschäft, die Höhle liegt etwa 8 bis 15 Meter oberhalb des Erdbodens. Wie für Nashornvögel typisch wird der Eingang bis auf einen schmalen Spalt versiegelt. Federfunde im Wurzelbereich von Brutbäumen weisen darauf hin, dass zumindest gelegentlich das in der Bruthöhle befindliche Weibchen das Großgefieder gleichzeitig vermauert.
Der Dominohabicht (Accipiter melanoleucus) ist nachweislich ein Prädator des Schreihornvogels. In Gefangenschaft gehaltene Schreihornvögel erreichten ein Lebensalter von 8,7 Jahren.

## Einzelbelege
1. 1 2 3 4 5 6 7  Kemp: The Hornbills - Bucerotiformes. S. 244.
2. ↑  Bycanistes fistulator in der Roten Liste gefährdeter Arten der IUCN 2016.10. Eingestellt von: BirdLife International, 2016. Abgerufen am 10. Dezember 2016.
3. ↑  Kemp: The Hornbills - Bucerotiformes. S. 243.
4. 1 2  Kemp: The Hornbills - Bucerotiformes. S. 242.